# Médersa du caïd Mourad

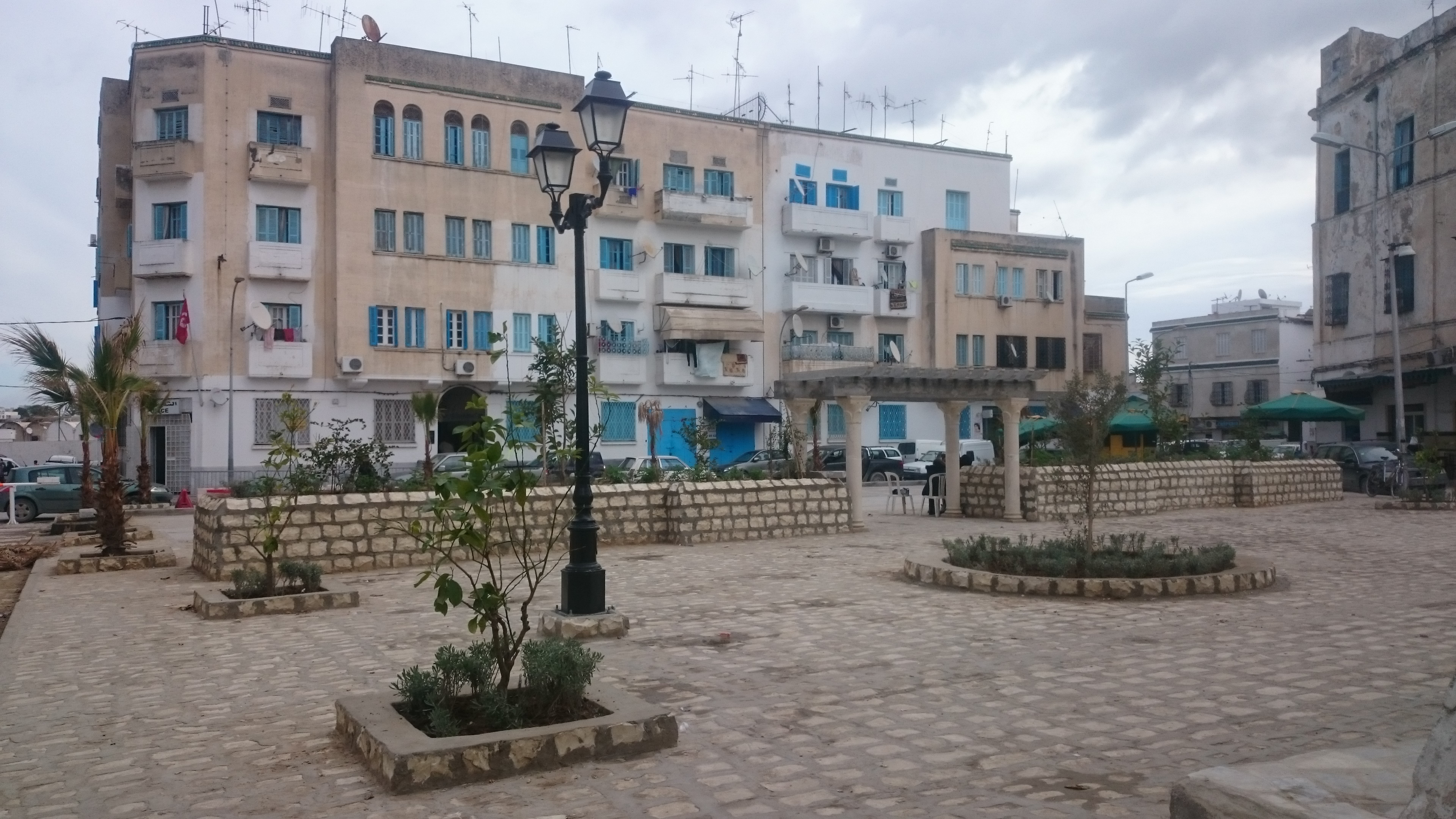
Vue du quartier d'El Hafsia, anciennement connue comme la Hara

La médersa du caïd Mourad (arabe : مدرسة القائد مراد) est l'une des médersas de la médina de Tunis. Elle est construite sous le règne des Mouradites.

## Localisation
Elle est également connue comme la médersa de Swari puisqu'elle était située à l'impasse de Swari, dans le quartier Haouanet Achour ou de la Hafsia de nos jours.

## Histoire
Elle est construite en 1682 (1093 de l'hégire) par le caïd Mourad Ben Abdallah, mamelouk d'un prince mouradite. Elle est fondée principalement pour loger les étudiants du rite hanafite.
À la suite du réaménagement du quartier de la Hara, elle est détruite en 1936 (1355 de l'hégire) et une dizaine de ses pierres sont transférées au musée national du Bardo pour témoigner de sa présence.

## Enseignants
Parmi ses savants connus, on peut citer le cheikh Omar Mahjoub et le mufti Mohammed El Kbayle.